# Beau Bokan

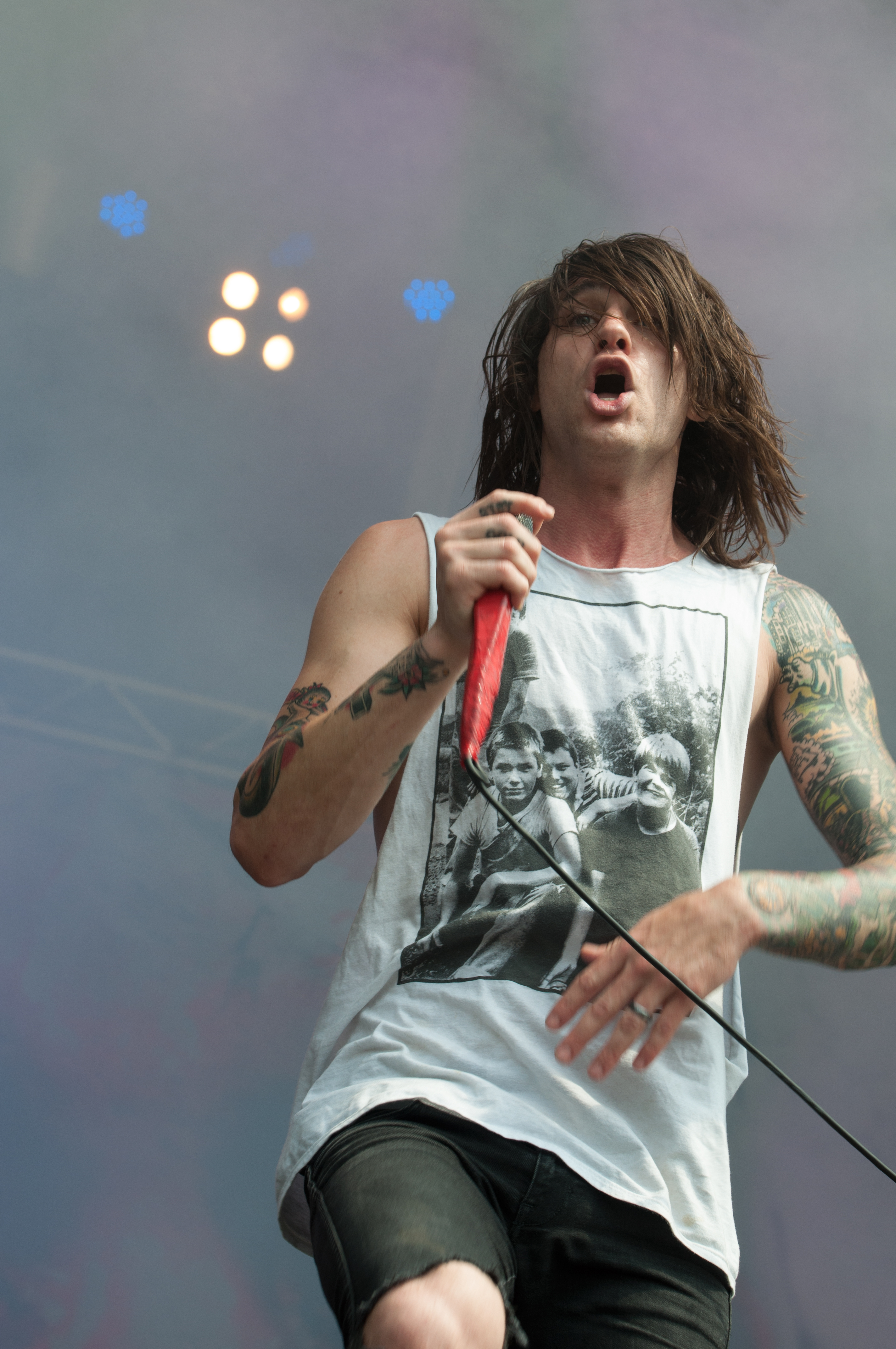
Beau Bokan auf dem Vainstream Rockfest, 2014.

Beau Mark Bokan (* 30. November 1981 in Huntington Beach, Orange County, Kalifornien) ist ein US-amerikanischer Metal-Musiker.

## Leben
Beau Mark Bokan wurde am 30. November 1981 in Huntington Beach im kalifornischen Orange County geboren und hat mexikanische Wurzeln. Im Mai des Jahres 2012 heiratete er seine langjährige Freundin Lights, mit der er eine Tochter hat, die im Jahr 2014 geboren wurde. Bokan lebt seit 2014 in Mission, British Columbia, Kanada.
Er ist römisch-katholisch, lebt Straight Edge und ist seit 2017 Vegetarier.

## Karriere
Im Jahr 2004 gründete Bokan gemeinsam mit Gitarrist Tony Gonzalez in Huntington Beach die Post-Hardcore-/Electronic-Rock-Band Take the Crown, in der er als Frontsänger fungierte. Bokan blieb bis zur Auflösung der Gruppe im Jahr 2008 in der Band und veröffentlichte mit dieser zwei EPs und ein vollwertiges Album. Das einzige Album der Band, Relapse React, wurde im Mai 2008 über Rise Records veröffentlicht.
Kurz nach der Trennung von Take the Crown schloss sich Bokan der Metalcore-Band Blessthefall an, wo er den früheren Sänger Craig Mabbitt ersetzte. Mit Blessthefall veröffentlichte er bisher fünf Studioalben, die Charteinstiege in den nationalen Albumcharts erreichen konnten.

## Diskografie

### Mit Blessthefall
- 2009: Witness (Album, Fearless Records)
- 2011: Awakening (Album, Fearless Records)
- 2013: Hollow Bodies (Album, Fearless Records)
- 2015: To Those Left Behind (Album, Fearless Records)
- 2018: Hard Feelings (Album, Rise Records)

### Gastauftritte
- 2010: Lying Through Your Teeth Doesn't Count as Flossing von Greeley Estates auf dem Album No Rain, No Rainbow
- 2010: The Boys Are Back in Town (Thin-Lizzy-Cover) von Atreyu auf der Cover-EP Covers of the Damned
- 2014: Lucky Ones von Lights aus der Deluxe-Version ihres Albums Little Machines